# Тамдао (національний парк)
Національний парк Тамдао (в'єт. vườn quốc gia Tam Đảo) — природоохоронна територія на півночі В'єтнаму. Він був заснований у 1996 році,, ставши спадкоємцем заповідного лісу Тамдао, який був утворений у 1977 році. Парк розташований приблизно у 85 км на північний захід від Ханоя.
Його точне розташування: від 21°21' до 21°42' північної широти, від 105°23' до 105°44' східної довготи. Він охоплює велику територію вздовж хребта Тамдао.

## Географія
Національний парк Тамдао розташований на одноіменному хребті, який є одним із кінцевих відрогів більшої гірської системи в Північно-Західному регіоні В'єтнаму. Він простягається з північного заходу на південний схід на 80 км і має більше 20 вершин висотою понад 1000 м. Найвища вершина — Північний Тамдао (1592 м). Три інші вершини в цьому районі включають Тхіентхі (в'єт. Thiên Thị) (1375 м), Тхатьбан (в'єт. Thạch Bàn) (1388 м) і Фунгіа (в'єт. Phù Nghĩa) (1300 м). Для рельєфу характерні гострі вершини з похилими сторонами та численні глибокі каньони.
Розташоване на висоті 930 метрів місто Тамдао було засноване французькими колоністами в 1907 році як спокійна гірська станція на півночі В'єтнаму. Кілька вілл, побудованих для французів, все ще збереглися. Зараз це анклав (частина зовнішньої території), який адміністративно належить до міста Віньєн.
Межі національного парку проходять на висоті 100 м навколо хребта Тамдао. Також є більша буферна зона (площею приблизно 535 км2), яка оточує національний парк, з висотами менше 100 м. Сімдесят відсотків площі парку займають природні (220 км2) та штучні (30 км2) ліси.
Завдяки високому гірському хребту, який розділяє територію на дві частини, кліматичні умови національного парку також поділяються на дві області з різною кількістю опадів. Ця різниця та деякі інші чинники, такі як вплив людської діяльності, поділяють парк на кілька менших кліматичних зон, які збільшують біорізноманіття в парку.

## Рослинний світ
Згідно з дослідженнями, у парку Тамдао є вісім типів лісів, поширених у різних топографічних і кліматичних зонах:
- Тропічний вологий вічнозелений ліс покриває більшу частину хребта Тамдао нижче висоти 800 м. Деякі рідкісні та дорогоцінні види включають Hopea chinensis (синонім Shorea chinensis), Michelia, Cinnamomum sp. і Pavieasia anamensis.
- Субтропічний вологий вічнозелений низькогірний ліс займає площу вище 800 м і включає види родин: Lauraceae, Fagaceae, Theaceae, Magnoliaceae, Hamamelidaceae. У місцях з висотою понад 1000 м зустрічаються деякі види хвойних, такі як Dacrycarpus imbricatus, Fokienia hodginsii, Podocarpus neriifolius, і Nageia fleuryi. Нижче крони зустрічаються види родин Rubiaceae (родина кавових), Myrsinaceae або Euphorbiaceae.
- Високогірне низьколісся є карликовим різновидом двох вищезгаданих типів лісу, включаючи види цих родин: Ericaceae, Lauraceae, Fagaceae, Illiciaceae та Aceraceae.
- Бамбуковий ліс займає лише 8,84 км2 і рідко зустрічається на висотах від 500 до 800 м.
- Відновлений ліс був посаджений вже після створення національного парку. До цього ця територія використовувалася для заготівлі деревини лісовпорядкуванням і оброблялася фермерами. Зараз цю територію заново засіяли такими видами, як Symplocos, Litsea cubeba та видом Xylopia.
- Плантаційний ліс був створений у французький колоніальний період з Pinus massoniana (хвощова сосна).
- Кущі можна знайти в деяких сухих і сонячних місцях, включаючи види Aporosa dioica, Bridelia tomentosa, Helicteres і Phyllanthus emblica.
- Луки з'являються на штучних лісових ділянках і включають Saccharum spontaneum, Thysanolaena maxima, Chromolaena odorata (вище 2 м) Imperata cylindrica, Paspalum scrobiculatum і Setaria viridis (до 2 м).

З понад 2000 видів рослин 904 види вважаються корисними для людини. Їх розділено на вісім груп:
| Група | Призначення | Кількість видів | Доля (%) |
| ----- | ----------- | --------------- | -------- |
| I     | Деревина    | 379             | 41.92    |
| II    | Фрукти      | 25              | 2.76     |
| III   | Волокно     | 20              | 2.21     |
| IV    | Ліки        | 311             | 34.40    |
| V     | Ефірні олії | 32              | 3.54     |
| VI    | Овочі       | 30              | 3.32     |
| VII   | Естетика    | 102             | 11.28    |
| VIII  | Крохмаль    | 5               | 0.55     |

Є 42 види, ендемічні для Національного парку Тамдао, а також 64 інші види, які вважаються рідкісними, включаючи Dendrobium daoensis, Camellia polyodonta var. longicaudata, Camellia petelotii, Asarum petelotii, Mosla tamdaoensis і Paris делавайи.

## Фауна
Національний парк має різноманітні види тварин, приблизну кількість хребетних наведено нижче:
| Клас     | Кількість рядів | Кількість родин | Кількість родів | Кількість видів |
| -------- | --------------- | --------------- | --------------- | --------------- |
| Ссавці   | 8               | 25              | 48              | 64              |
| Птахи    | 16              | 50              | 140             | 239             |
| Рептилії | 3               | 14              | 46              | 75              |
| Амфібії  | 3               | 7               | 11              | 28              |

Одинадцять із цих видів є ендемічними для національного парку Тамдао, включаючи види змій Amphiesma angeli і Boiga multitempolaris, три амфібії, включаючи Paramesotriton deloustali; п'ять видів птахів, чотири рептилії та один вид земноводних є ендеміками В'єтнаму. У путівниках повідомляється, що деякі з цього біорізноманіття можна побачити в ресторанах, про які відомо, що вони подають страви зі зникаючих видів.
>
Серед багатьох видів комах; принаймні 22 види є ендемічними для північного В'єтнаму, наприклад, такі роди як Tamdaora і Tamdaotettix виду Orthoptera,  та іншими видами, названими на честь парку, включаючи: коник Maculergithus tamdao, коник Caryanda tamdaoensis, цвіркун Metriogryllacris tamdao і моль Fansipaniana tamdaoensis.

## Ґрунт
Дослідження показують, що національний парк має чотири основні типи ґрунів, що включають:
- жовтий гумусний фералітовий ґрунт, утворений на кислих вивержених породах, що з’являються на висоті 700 м або більше, з площею 8968 га;
- червоно-жовтий суглинистий фераліт, поширений на невисоких горах з висоти 400-700 м, розвинений на кристалічній магматичній породі площею 9292 га;
- жовто-червоний фераліт розвивається на різних типах порід на висоті 100-400 м, площею 17606 га;
- схиловий та алювіальний ґрунт на висоті 100 м та нижче на площі 1017 га[4].

## Туризм
У парку є два туристичних локації. Перше – це саме місто Тамдао, яке було засноване в 1907 році. Місто Тамдао розташоване у вузькій долині площею лише 3 км2. Зараз там збереглися кам'яна церква, кілька вілл і палаців, побудованих французькими колоністами. Тут є Срібний водоспад (в'єт. Thác Bạc), пік Зунгзінь (в'єт. Rùng Rình) і Тамдао-2, — залишок іншого курорту, побудованого багато років тому.
Друга туристична локація - храм Тайтхієн (в'єт. chùa Tây Thiên). Він включає Тай Тхієн Куок Мау (в'єт. quốc mẫu tây thiên) (буквально «Храм Матері Західного Неба») і багато пагод. Разом із Тхіен В'єн Чук Лам (в'єт. Thiền viện Trúc lâm) у Далаті і Єнту, Тхіен В'єн Чук Лам Тай Тхіен є одним з центрів в'єтнамського буддизму.

## Клімат
| Клімат Тамдао, висота 897 н.р.м.           | Клімат Тамдао, висота 897 н.р.м. | Клімат Тамдао, висота 897 н.р.м. | Клімат Тамдао, висота 897 н.р.м. | Клімат Тамдао, висота 897 н.р.м. | Клімат Тамдао, висота 897 н.р.м. | Клімат Тамдао, висота 897 н.р.м. | Клімат Тамдао, висота 897 н.р.м. | Клімат Тамдао, висота 897 н.р.м. | Клімат Тамдао, висота 897 н.р.м. | Клімат Тамдао, висота 897 н.р.м. | Клімат Тамдао, висота 897 н.р.м. | Клімат Тамдао, висота 897 н.р.м. | Клімат Тамдао, висота 897 н.р.м. |
| Показник                                   | Січ.                             | Лют.                             | Бер.                             | Квіт.                            | Трав.                            | Черв.                            | Лип.                             | Серп.                            | Вер.                             | Жовт.                            | Лист.                            | Груд.                            | Рік                              |
| Абсолютний максимум, °C                    | 26,2                             | 29,0                             | 30,7                             | 32,1                             | 33,4                             | 33,0                             | 31,8                             | 32,4                             | 30,8                             | 29,0                             | 27,3                             | 24,7                             |                                  |
| Середній максимум, °C                      | 13,8                             | 15,0                             | 17,9                             | 21,8                             | 25,0                             | 26,3                             | 26,2                             | 25,8                             | 24,8                             | 22,5                             | 19,3                             | 16,0                             | 21,2                             |
| Середня температура, °C                    | 11,2                             | 12,5                             | 15,4                             | 19,0                             | 21,7                             | 23,1                             | 23,2                             | 22,8                             | 21,7                             | 19,2                             | 16,0                             | 12,7                             | 18,2                             |
| Середній мінімум, °C                       | 9,5                              | 10,7                             | 13,6                             | 17,0                             | 19,6                             | 21,1                             | 21,2                             | 20,9                             | 19,8                             | 17,3                             | 14,1                             | 10,7                             | 16,3                             |
| Абсолютний мінімум, °C                     | 0,4                              | 0,0                              | 0,5                              | 7,0                              | 9,5                              | 14,3                             | 16,2                             | 17,3                             | 10,6                             | 9,1                              | 4,5                              | 1,1                              | 0,0                              |
| Середня кількість сонячних годин на місяць | 61,8                             | 44,7                             | 58,6                             | 81,5                             | 133,0                            | 122,0                            | 138,5                            | 126,4                            | 136,8                            | 129,7                            | 115,4                            | 107,1                            | 1253,7                           |
| Норма опадів, мм                           | 36.4                             | 47.0                             | 82.2                             | 139.3                            | 235.6                            | 354.3                            | 439.6                            | 452.5                            | 325.5                            | 198.0                            | 85.2                             | 35.3                             | 2430.9                           |
| Днів з дощем                               | 17,0                             | 18,6                             | 21,3                             | 19,5                             | 17,6                             | 18,2                             | 20,4                             | 20,3                             | 16,1                             | 13,1                             | 10,4                             | 11,0                             | 203,7                            |
| Вологість повітря, %                       | 89.0                             | 91.4                             | 91.3                             | 91.0                             | 88.1                             | 87.8                             | 88.6                             | 88.8                             | 85.8                             | 83.3                             | 81.3                             | 83.0                             | 87.4                             |
| ------------------------------------------ | -------------------------------- | -------------------------------- | -------------------------------- | -------------------------------- | -------------------------------- | -------------------------------- | -------------------------------- | -------------------------------- | -------------------------------- | -------------------------------- | -------------------------------- | -------------------------------- | -------------------------------- |